# 広東政府
広東政府（カントンせいふ）とは中華民国時代に広東の広州で複数回にわたって成立した政府。
1. 第1次広東政府（1917年9月 - 1920年10月） - 「中華民国軍政府」、「広東軍政府」、「護法軍政府」、「広州軍政府」と呼ばれた。孫文が大総統に就任。1918年には岑春煊が主席総裁に就任した。→広東軍政府
2. 第2次広東政府（1921年5月 - 1922年6月） - 「中華民国政府」、「中華民国正式政府」と呼ばれた。孫文が非常大総統に就任した。→中華民国正式政府
3. 第3次広東政府（1923年3月 - 1925年6月） - 「中華民国陸海軍大元帥府大本営」、「広東大元帥府」、「広東大本営」、「広東革命政府」と呼ばれた。孫文が大元帥に就任した。→広東大元帥府
4. 第4次広東政府（1925年7月 - 1926年12月） - 「広州（広東）国民政府」と呼ばれた。汪兆銘が主席委員に就任した。→広州国民政府 (1925年-1926年)
5. 第5次広東政府（1931年5月 - 1936年7月） - 「広州（広東）国民政府」と呼ばれた。反蔣介石派が結集したが、満洲事変の勃発による融和や蔣側の切り崩しにより、最後は首領の陳済棠が逃亡して瓦解した。→広州国民政府 (1931年-1936年)